# دندان‌گلبرگی‌ها
دندان‌گبلرگی‌ها (Petalodontiformes) راسته‌ای از غضروف‌ماهیان دریایی منقرض‌شده هستند که با موش‌ماهی که امروزه در ایالات متحده آمریکا و اروپا زندگی می‌کند خویشاوند بودند.
از بیشتر دندان‌گلبرگی‌ها تنها دندان‌شان یافته شده‌است. تمامی سنگواره‌های یافته شده مربوط به دوره کربونیفر تا پرمین هستند. باور بر این است که این راسته از جانداران در خلال رویداد انقراضی پرمین/تریاس با انقراض روبه‌رو شده‌اند.
دو گونه‌ای که سنگواره کاملی از آن‌ها یافته شده عبارتند از بلانتسی مونتانا Belantsea montana که در سنگ آهک بیر گالچ Bear Gulch ایالات مونتانا یافت شده که مربوط به کربونیفر است و جاناسا بیتومینوزا Janassa bituminosa مربوط به اروپا در پرمین.